# Układ chłodzenia silnika spalinowego

Schemat pośredniego układu chłodzenia silnika spalinowego (dla pełnego obiegu).
1. Kadłub silnika z kanałami wodnymi (blok cylindrów), 2. Zawór termostatyczny, 3. Chłodnica (wymiennik ciepła), 4. Wentylator, 5. Pompa płynu chłodniczego

Układ chłodzenia silnika spalinowego – układ, którego zadaniem jest zapobiegania wzrostu temperatury silnika ponad maksymalną (do 150 °C) oraz utrzymanie jej w optymalnym zakresie 90 °C do 100 °C. Prawidłowe funkcjonowanie układu chłodzenia jest niezbędne dla osiągnięcia przez silnik odpowiednich warunków pracy. 
W razie braku chłodzenia następuje szybki wzrost temperatury zasadniczych elementów silnika, co skutkuje pogorszeniem smarowania (utrata własności smarnych oleju i jego spalanie), występowaniem przedwczesnych zapłonów (samozapłonów) mieszanki, wreszcie nadmiernym rozszerzeniem termicznym tłoka w cylindrze, co zwykle kończy się jego zatarciem. Zbyt niska temperatura pracy również nie jest wskazana - m.in. pogarszają się wówczas warunki odparowania paliwa, co zakłóca proces spalania i może powodować podwyższoną emisję szkodliwych substancji. Praca w niskiej temperaturze może także prowadzić do tzw. spłukiwania oleju z gładzi cylindrowych, co jest bardzo szkodliwe dla warunków smarowania.
Układy chłodzenia silników spalinowych generalnie można podzielić na dwa zasadnicze typy – bezpośrednie i pośrednie. 
Układ chłodzenia nazywamy bezpośrednim, gdy do chłodzenia wykorzystywane jest powietrze bezpośrednio owiewające cylindry i głowicę silnika. Układ nazywamy pośrednim gdy ciepło odbierane jest za pomocą przepływającej przez kanały wewnątrz korpusu silnika cieczy chłodzącej. Wyjątkowo chłodzenie w układzie pośrednim zachodzić może przez odparowanie wody, którą trzeba wówczas bardzo często uzupełniać (tzw. układy otwarte, obecnie praktycznie nie stosowane).

## Chłodzenie powietrzem (bezpośrednie)
Układy bezpośrednie można podzielić na tzw. układy naturalne i wymuszone. Jeżeli chłodzenie silnika powietrzem w układzie bezpośrednim występuje tylko podczas ruchu pojazdu, jak np. w niektórych motocyklach, to wówczas układ taki nazywany jest układem bezpośrednim naturalnym. Jeśli zaś chłodzenie silnika powietrzem w układzie bezpośrednim wymuszane jest za pomocą dmuchawy (zwykle w silnikach samochodowych), to taki układ nazywamy układem bezpośrednim wymuszonym. Cylindry i głowica silników chłodzonych powietrzem są bogato użebrowane, co ma za zadanie zwiększenie powierzchni wymiany ciepła z otoczeniem (lepsze jego odprowadzanie). 
Zaletą chłodzenia bezpośredniego jest duża niezawodność systemu i brak konieczności dozoru układu. Wadą jest stosunkowo głośna praca silnika i trudności w utrzymaniu stałej temperatury silnika w której najlepiej pracuje, zwłaszcza zimą kiedy taki silnik może być niedogrzany i latem kiedy często może dojść do przegrzania. Przykłady pojazdów z silnikami chłodzonymi powietrzem w układzie wymuszonym: Fiat 126p, Trabant, Zaporożec, VW Garbus, VW Transporter (starsze wersje), Porsche 911 (starsze wersje), stare Skody, niektóre ciężarówki Tatra. Przykłady pojazdów z silnikami chłodzonymi powietrzem w układzie naturalnym: większość skuterów, większość spalinowych kosiarek do trawy i spalinowych pił (chociaż tu też zdarzają się wyjątki).

## Chłodzenie cieczą (pośrednie)

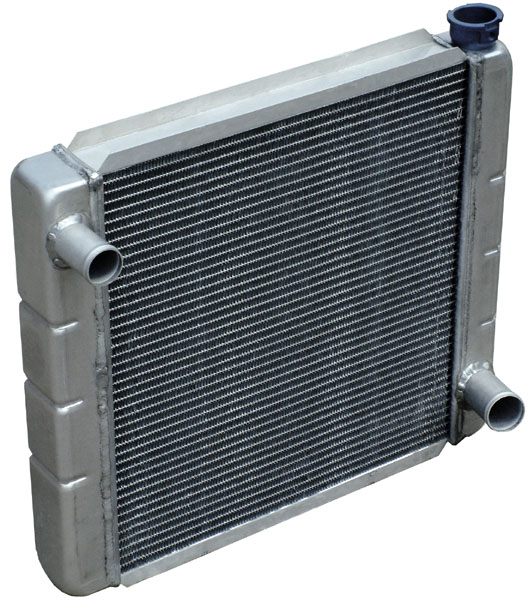
Chłodnica samochodowa

Przy zastosowaniu pośredniego układu chłodzenia również rozróżnia się dwa jego typy: 
układ samoczynny (tzw. termosyfonowy), w którym obieg cieczy zachodzi samoczynnie według zasad konwekcji (ogólnie dawniejsze konstrukcje) oraz układ wymuszony - kiedy przepływ cieczy chłodzącej w układzie wymuszany jest przez pompę cieczy. Pompa ta z reguły napędzana jest przy pomocy paska klinowego od wału korbowego silnika. W układach chłodzenia cieczowego głównym elementem zapewniającym sprawne oddawanie ciepła do otoczenia jest chłodnica.
W silnikach o chłodzeniu pośrednim ciecz chłodząca przepływa przez kanały wewnątrz kadłuba (bloku cylindrów) i głowicy silnika.
W czasie nagrzewania cieczy w pośrednim układzie zamkniętym wzrasta ciśnienie, dzięki czemu temperatura wrzenia cieczy chłodzącej podwyższa się i podczas pracy silnika może osiągać wartości przekraczające 100 °C.
Cieczowy układ chłodzenia może pracować w tzw. krótkim (małym) lub pełnym (dużym) obiegu, co regulowane jest przy pomocy termostatu.
Praca w krótkim obiegu występuje wtedy, gdy silnik posiada niską temperaturę i ciecz krąży w układzie z ominięciem chłodnicy. Po nagrzaniu silnika do właściwej temperatury termostat otwiera połączenie z chłodnicą i układ pracuje wówczas w obiegu pełnym.
Rysunek przedstawia typowy układ chłodzący pośredni silnika spalinowego. Ciecz chłodząca, której przepływ jest wymuszony przez pompę (5) po opuszczeniu kanałów silnika wpływa do komory zaworu termostatycznego (2), który w zależności od temperatury cieczy umożliwia jej przepływ w krótkim lub pełnym obiegu. W krótkim obiegu ciecz wraca bezpośrednio do pompy i dalej do kanałów silnika. W obiegu pełnym ciecz przeprowadzana jest przez chłodnicę (3) w której jej temperatura jest obniżana. Z chłodnicą współpracuje wentylator (4). Ciecz po przejściu przez chłodnicę powraca do pompy i następnie do silnika.
Obok chłodnicy w obiegu wodnym silnika zwykle instalowana jest również tzw. nagrzewnica służąca do ogrzewania wnętrza pojazdu.
Silniki z chłodzeniem pośrednim odznaczają się bardziej wyciszoną pracą niż te chłodzone bezpośrednio. W obecnie produkowanych silnikach samochodowych niemal wyłącznie stosowany jest układ chłodzenia pośredni wymuszony, czyli układ chłodzenia cieczowego z pompą wodną. 